# Liste der Südamerikameister in der Leichtathletik/Medaillengewinnerinnen
Die Liste der Südamerikameisterinnen in der Leichtathletik führt sämtliche Medaillengewinnerinnen bei Leichtathletik-Südamerikameisterschaften auf. Sie ist gegliedert nach Wettbewerben, die aktuell zum Wettkampfprogramm gehören und nach nicht mehr ausgetragenen Wettbewerben.

## Aktuelle Wettbewerbe

### 100 m
| Südamerikameisterschaften | Südamerikameisterschaften | Gold                       | Silber                     | Bronze                         |
| ------------------------- | ------------------------- | -------------------------- | -------------------------- | ------------------------------ |
| 1939                      | Lima                      | Carola Castro              | Lelia Spuhr                | Julia Druskus                  |
| 1941                      | Buenos Aires              | Lelia Spuhr                | María Malvicini            | Crista Jane Giese              |
| 1943                      | Santiago de Chile         | Noëmi Simonetto de Portela | Beatriz Kretschmer         | Ilse Hammerl                   |
| 1945                      | Montevideo                | Beatriz Kretschmer         | Noëmi Simonetto de Portela | Oldemia Bargiela               |
| 1947                      | Rio de Janeiro            | Noëmi Simonetto de Portela | Anegret Weller             | Melania Luz                    |
| 1949                      | Lima                      | Julia Sánchez              | Adriana Millard            | Benedita de Oliveira           |
| 1952                      | Buenos Aires              | Julia Sánchez              | Adriana Millard            | Lilián Buglia                  |
| 1954                      | São Paulo                 | Benedita de Oliveira       | Deyse de Castro            | Elda Selamé                    |
| 1956                      | Santiago de Chile         | Gladys Erbetta             | Beatriz Kretschmer         | Eliana Gaete                   |
| 1958                      | Montevideo                | Martha Huby                | Marlene Porto              | Nancy Correa                   |
| 1961                      | Lima                      | Edith Berg                 | Nancy Correa               | Marisol Massot                 |
| 1963                      | Cali                      | Erica da Silva             | Margarita Formeiro         | Susana Ritchie                 |
| 1965                      | Rio de Janeiro            | Marta Buongiorno           | Erica da Silva             | Emilia Dyrzka                  |
| 1967                      | Buenos Aires              | Silvina Pereira            | Irenice Rodrigues          | María Ducci                    |
| 1969                      | Quito                     | Silvina Pereira            | Josefa Vicent              | María Luisa Vilca              |
| 1971                      | Lima                      | María Luisa Vilca          | Irene Fitzner              | Josefa Vicent                  |
| 1974                      | Santiago de Chile         | Conceição Geremias         | Elsy Rivas                 | Belkis Fava                    |
| 1975                      | Rio de Janeiro            | Silvina Pereira            | Carmela Bolivar            | Beatriz Allocco                |
| 1977                      | Montevideo                | Beatriz Allocco            | Beatriz Capotosto          | Carmela Bolivar Carla Herencia |
| 1979                      | Bucaramanga               | Beatriz Allocco            | Carmela Bolivar            | Esmeralda de Jesus Garcia      |
| 1981                      | La Paz                    | Carmela Bolivar            | Daisy Salas                | Sueli Machado                  |
| 1983                      | Santa Fe                  | Esmeralda de Jesus Garcia  | Sheila de Oliveira         | Daisy Salas                    |
| 1985                      | Santiago de Chile         | Patricia Pérez             | Cláudia Santos             | Daisy Salas                    |
| 1987                      | São Paulo                 | Deborah Bell               | Ximena Restrepo            | Ines Ribeiro                   |
| 1989                      | Medellín                  | Amparo Caicedo             | Ximena Restrepo            | Cleide Amaral                  |
| 1991                      | Manaus                    | Claudete Alves Pina        | Berenice Ferreira          | Alejandra Quiñones             |
| 1993                      | Lima                      | Cleide Amaral              | Patricia Rodríguez         | Kátia Regina Santos            |
| 1995                      | Manaus                    | Cleide Amaral              | Mirtha Brock               | Kátia Regina Santos            |
| 1997                      | Mar del Plata             | Lucimar Aparecida de Moura | Felipa Palacios            | Zandra Borrero                 |
| 1999                      | Bogotá                    | Lucimar Aparecida de Moura | Mirtha Brock               | Kátia Regina Santos            |
| 2001                      | Manaus                    | Lucimar Aparecida de Moura | María Isabel Coloma        | Rosemar Coelho Neto            |
| 2003                      | Barquisimeto              | Digna Luz Murillo          | Lucimar Aparecida de Moura | Wilmary Álvarez                |
| 2005                      | Cali                      | Lucimar Aparecida de Moura | Melisa Murillo             | Luciana dos Santos             |
| 2006                      | Tunja                     | Rosemar Coelho Neto        | Yomara Hinestroza          | Darlenys Obregón               |
| 2007                      | São Paulo                 | Lucimar Aparecida de Moura | Felipa Palacios            | Thaíssa Presti                 |
| 2009                      | Lima                      | Lucimar Aparecida de Moura | Felipa Palacios            | Thaíssa Presti                 |
| 2011                      | Buenos Aires              | Ana Cláudia Silva          | Yomara Hinestroza          | Rosemar Coelho Neto            |
| 2013                      | Cartagena                 | Ana Cláudia Silva          | Franciela Krasucki         | Eliecith Palacios              |
| 2015                      | Lima                      | Nediam Vargas              | Isidora Jiménez            | Vanusa dos Santos              |
| 2017                      | Luque                     | Ángela Tenorio             | Ana Cláudia Silva          | Andrea Purica                  |
| 2019                      | Lima                      | Vitória Cristina Rosa      | Andrea Purica              | Anahí Suárez                   |
| 2021                      | Guayaquil                 | Vitória Cristina Rosa      | Marizol Landázuri          | Jasmine Abrams                 |
| 2023                      | São Paulo                 | Vitória Cristina Rosa      | Ángela Tenorio             | Aimara Nazareno                |
| 2025                      | Mar del Plata             | Vitória Cristina Rosa      | Anahí Suárez               | María Montt                    |

### 200 m
| Südamerikameisterschaften | Südamerikameisterschaften | Gold                       | Silber                     | Bronze                     |
| ------------------------- | ------------------------- | -------------------------- | -------------------------- | -------------------------- |
| 1939                      | Lima                      | Lelia Spuhr                | Carola Castro              | Lily Warch                 |
| 1941                      | Buenos Aires              | Lelia Spuhr                | Elizabeth Müller           | Julia Yáñez                |
| 1943                      | Santiago de Chile         | Ilse Hammerl               | Beatriz Kretschmer         | María Malvicini            |
| 1945                      | Montevideo                | Elizabeth Müller           | Oldemia Bargiela           | Beatriz Kretschmer         |
| 1947                      | Rio de Janeiro            | Anegret Weller             | Melania Luz                | Adriana Millard            |
| 1949                      | Lima                      | Adriana Millard            | Melania Luz                | Benedita de Oliveira       |
| 1952                      | Buenos Aires              | Deyse de Castro            | Adriana Millard            | Lilián Heinz               |
| 1954                      | São Paulo                 | Deyse de Castro            | Elda Selamé                | Benedita de Oliveira       |
| 1956                      | Santiago de Chile         | Beatriz Kretschmer         | Gladys Erbetta             | Martha Huby                |
| 1958                      | Montevideo                | Martha Huby                | Erica da Silva             | Teresa Venegas             |
| 1961                      | Lima                      | Edith Berg                 | Ada Brener                 | Martha Buongiorno          |
| 1963                      | Cali                      | Erica da Silva             | Susana Ritchie             | Marta Buongiorno           |
| 1965                      | Rio de Janeiro            | Marta Buongiorno           | Erica da Silva             | Ada Brener                 |
| 1967                      | Buenos Aires              | Silvina Pereira            | Irenice Rodrigues          | María Ducci                |
| 1969                      | Quito                     | Silvina Pereira            | Josefa Vicent              | Cristina Filgueira         |
| 1971                      | Lima                      | Josefa Vicent              | Elsy Rivas                 | Angela Godoy               |
| 1974                      | Santiago de Chile         | Elsy Rivas                 | Angela Godoy               | Conceição Geremias         |
| 1975                      | Rio de Janeiro            | Silvina Pereira            | Beatriz Allocco            | Margarita Grün             |
| 1977                      | Montevideo                | Beatriz Allocco            | Sueli Machado              | Flavia Villar              |
| 1979                      | Bucaramanga               | Beatriz Allocco            | Tânia Miranda              | Esmeralda de Jesus Garcia  |
| 1981                      | La Paz                    | Eucaris Caicedo            | Sueli Machado              | Carmela Bolivar            |
| 1983                      | Santa Fe                  | Jucilene Garces            | Sheila de Oliveira         | Margarita Grün             |
| 1985                      | Santiago de Chile         | Claudileia dos Santos      | Patricia Pérez             | Liliana Chalá              |
| 1987                      | São Paulo                 | Ximena Restrepo            | Liliana Chalá              | Deborah Bell               |
| 1989                      | Medellín                  | Olga Conte                 | Jupira da Graça            | Amparo Caicedo             |
| 1991                      | Manaus                    | Ximena Restrepo            | Claudete Alves Pina        | Eliane de Souza            |
| 1993                      | Lima                      | Patricia Rodríguez         | Kátia Regina Santos        | Olga Conte                 |
| 1995                      | Manaus                    | Kátia Regina Santos        | Cleide Amaral              | Patricia Rodríguez         |
| 1997                      | Mar del Plata             | Felipa Palacios            | Lucimar Aparecida de Moura | Olga Conte                 |
| 1999                      | Bogotá                    | Lucimar Aparecida de Moura | Felipa Palacios            | Cleide Amaral              |
| 2001                      | Manaus                    | Felipa Palacios            | Rosemar Coelho Neto        | Lucimar Aparecida de Moura |
| 2003                      | Barquisimeto              | Digna Luz Murillo          | Lucimar Aparecida de Moura | Wilmary Álvarez            |
| 2005                      | Cali                      | Lucimar Aparecida de Moura | Felipa Palacios            | Wilmary Álvarez            |
| 2006                      | Tunja                     | Rosemar Coelho Neto        | Darlenys Obregón           | Vanda Gomes                |
| 2007                      | São Paulo                 | Lucimar Aparecida de Moura | Felipa Palacios            | Thaíssa Presti             |
| 2009                      | Lima                      | Norma González             | Thaíssa Presti             | Jennifer Padilla           |
| 2011                      | Buenos Aires              | Ana Cláudia Silva          | Norma González             | Jailma de Lima             |
| 2013                      | Cartagena                 | Ana Cláudia Silva          | Nercely Soto               | Érika Chávez               |
| 2015                      | Lima                      | Nercely Soto               | Isidora Jiménez            | Nediam Vargas              |
| 2017                      | Luque                     | Vitória Cristina Rosa      | Ángela Tenorio             | Nediam Vargas              |
| 2019                      | Lima                      | Vitória Cristina Rosa      | Andrea Purica              | Anahí Suárez               |
| 2021                      | Guayaquil                 | Vitória Cristina Rosa      | Marizol Landázuri          | Ana Azevedo                |
| 2023                      | São Paulo                 | Nicole Caicedo             | Shary Vallecilla           | Ana Azevedo                |
| 2025                      | Mar del Plata             | Nicole Caicedo             | Anahí Suárez               | Vitória Cristina Rosa      |

### 400 m
| Südamerikameisterschaften | Südamerikameisterschaften | Gold                     | Silber                   | Bronze                   |
| ------------------------- | ------------------------- | ------------------------ | ------------------------ | ------------------------ |
| 1969                      | Quito                     | Josefa Vicent            | Melania Fontanarrosa     | Cristina Filgueira       |
| 1971                      | Lima                      | Josefa Vicent            | Elsy Rivas               | Cristina Filgueira       |
| 1974                      | Santiago de Chile         | Eucaris Caicedo          | Adriana Marchena         | Rosângela Verissimo      |
| 1975                      | Rio de Janeiro            | Alejandra Ramos          | Valdea Chagas            | Miriam da Silva          |
| 1977                      | Montevideo                | Eucaris Caicedo          | Adriana Marchena         | Marcela Espinosa         |
| 1979                      | Bucaramanga               | Tânia Miranda            | Margarita Grün           | Miriam Rojas             |
| 1981                      | La Paz                    | Eucaris Caicedo          | Tânia Miranda            | Silvia Augsburger        |
| 1983                      | Santa Fe                  | Elba Barbosa             | Jucilene Garces          | Norfalia Carabalí        |
| 1985                      | Santiago de Chile         | Norfalia Carabalí        | Elba Barbosa             | Margarita Grün           |
| 1987                      | São Paulo                 | Liliana Chalá            | Suzete Montalvão         | Soledad Acerenza         |
| 1989                      | Medellín                  | Norfalia Carabalí        | Olga Conte               | Claudete Alves Piña      |
| 1991                      | Manaus                    | Maria Figueirêdo         | Eliane de Souza          | Ángela Mancilla          |
| 1993                      | Lima                      | Maria Figueirêdo         | Luciana Mendes           | Sara Montecinos          |
| 1995                      | Manaus                    | Ximena Restrepo          | Luciana Mendes           | Patricia Rodríguez       |
| 1997                      | Mar del Plata             | Olga Conte               | Maria Figueirêdo         | Norfalia Carabalí        |
| 1999                      | Bogotá                    | Norfalia Carabalí        | Ana Paula Pereira        | Lorena de Oliveira       |
| 2001                      | Manaus                    | Luciana Mendes           | Maria Laura Almirão      | Norma González           |
| 2003                      | Barquisimeto              | Geisa Aparecida Coutinho | Eliana Pacheco           | Josiane Tito             |
| 2005                      | Cali                      | Maria Laura Almirão      | Geisa Aparecida Coutinho | Wilmary Álvarez          |
| 2006                      | Tunja                     | Lucimar Teodoro          | Perla Regina dos Santos  | María Alejandra Idrobo   |
| 2007                      | São Paulo                 | Josiane Tito             | Sheila Ferreira          | Lucy Jaramillo           |
| 2009                      | Lima                      | Norma González           | Emily Pinheiro           | Jailma de Lima           |
| 2011                      | Buenos Aires              | Norma González           | Jennifer Padilla         | Geisa Aparecida Coutinho |
| 2013                      | Cartagena                 | Joelma Sousa             | Nercely Soto             | Jennifer Padilla         |
| 2015                      | Lima                      | Geisa Aparecida Coutinho | Nercely Soto             | Liliane Fernandes        |
| 2017                      | Luque                     | Geisa Aparecida Coutinho | Jennifer Padilla         | Maitte Torres            |
| 2019                      | Lima                      | Tiffani Marinho          | Lina Licona              | Noelia Martínez          |
| 2021                      | Guayaquil                 | Tiffani Marinho          | Angie Palacios           | Jennifer Padilla         |
| 2023                      | São Paulo                 | Martina Weil             | Evelis Aguilar           | Nicole Caicedo           |
| 2025                      | Mar del Plata             | Martina Weil             | Evelis Aguilar           | Nicole Caicedo           |

### 800 m
| Südamerikameisterschaften | Südamerikameisterschaften | Gold                  | Silber                | Bronze              |
| ------------------------- | ------------------------- | --------------------- | --------------------- | ------------------- |
| 1969                      | Quito                     | Melania Fontanarrosa  | Nilda Fernández       | Lourdes Vega        |
| 1971                      | Lima                      | Gloria González       | Carmen Oyé            | Iris Fernández      |
| 1974                      | Santiago de Chile         | Ana María Nielsen     | Rosângela Verissimo   | Carmen Oyé          |
| 1975                      | Rio de Janeiro            | Ana María Nielsen     | Rosângela Verissimo   | Alejandra Ramos     |
| 1977                      | Montevideo                | Alejandra Ramos       | Adriana Marchena      | Aparecida Adão      |
| 1979                      | Bucaramanga               | Alejandra Ramos       | Nancy González        | Adriana Marchena    |
| 1981                      | La Paz                    | Gloria González       | Luz Villa             | Sandra Ferreira     |
| 1983                      | Santa Fe                  | Alejandra Ramos       | Soraya Telles         | Norfalia Carabalí   |
| 1985                      | Santiago de Chile         | Alejandra Ramos       | Soraya Telles         | Elba Barbosa        |
| 1987                      | São Paulo                 | Soraya Telles         | Graciela Mardones     | Luiza do Nascimento |
| 1989                      | Medellín                  | Maria Andrade         | Amparo Alba           | Célia dos Santos    |
| 1991                      | Manaus                    | Maria Figueirêdo      | Luciana Mendes        | Amparo Alba         |
| 1993                      | Lima                      | Maria Figueirêdo      | Luciana Mendes        | Sara Montecinos     |
| 1995                      | Manaus                    | Marlene da Silva      | Marta Orellana        | Mercy Colorado      |
| 1997                      | Mar del Plata             | Luciana Mendes        | Mercy Colorado        | Fátima dos Santos   |
| 1999                      | Bogotá                    | Luciana Mendes        | Janeth Lucumí         | Marlene Moreira     |
| 2001                      | Manaus                    | Luciana Mendes        | Letitia Vriesde       | Marlene da Silva    |
| 2003                      | Barquisimeto              | Luciana Mendes        | Christiane dos Santos | Rosibel García      |
| 2005                      | Cali                      | Rosibel García        | Jenny Mejías          | Perla dos Santos    |
| 2006                      | Tunja                     | Christiane dos Santos | Muriel Coneo          | Diana Armas         |
| 2007                      | São Paulo                 | Marian Burnett        | Muriel Coneo          | Marcela Britos      |
| 2009                      | Lima                      | Rosibel García        | Christiane dos Santos | Muriel Coneo        |
| 2011                      | Buenos Aires              | Rosibel García        | Andrea Ferris         | Muriel Coneo        |
| 2013                      | Cartagena                 | Rosibel García        | Flávia de Lima        | Andrea Ferris       |
| 2015                      | Lima                      | Déborah Rodríguez     | Flávia de Lima        | Ydanis Navas        |
| 2017                      | Luque                     | Johana Arrieta        | Andrea Calderón       | Déborah Rodríguez   |
| 2019                      | Lima                      | Déborah Rodríguez     | Andrea Calderón       | Johana Arrieta      |
| 2021                      | Guayaquil                 | Deborah Rodríguez     | Flávia de Lima        | Andrea Foster       |
| 2023                      | São Paulo                 | Flávia de Lima        | Deborah Rodríguez     | Berdine Castillo    |
| 2025                      | Mar del Plata             | Déborah Rodríguez     | Mayara dos Santos     | Berdine Castillo    |

### 1500 m
| Südamerikameisterschaften | Südamerikameisterschaften | Gold                | Silber                    | Bronze              |
| ------------------------- | ------------------------- | ------------------- | ------------------------- | ------------------- |
| 1974                      | Santiago de Chile         | Carmen Oyé          | Ana María Nielsen         | Iris Fernández      |
| 1975                      | Rio de Janeiro            | Ana María Nielsen   | Iris Fernández            | Mara Führmann       |
| 1977                      | Montevideo                | Alejandra Ramos     | Maria Dias                | Mery Rojas          |
| 1979                      | Bucaramanga               | Alejandra Ramos     | Teresa Rodríguez          | Mónica Regonesi     |
| 1981                      | La Paz                    | Norma Vallejos      | Nancy Chiliquinga         | Mery Rojas          |
| 1983                      | Santa Fe                  | Alejandra Ramos     | Mónica Regonesi           | Adriana Marchena    |
| 1985                      | Santiago de Chile         | Alejandra Ramos     | Mónica Regonesi           | Fabiola Rueda       |
| 1987                      | São Paulo                 | Soraya Telles       | Rita de Jesus             | Graciela Mardones   |
| 1989                      | Medellín                  | Rita de Jesus       | Silvana Pereira           | Janeth Caizalitín   |
| 1991                      | Manaus                    | Rita de Jesus       | Célia dos Santos          | Amparo Alba         |
| 1993                      | Lima                      | Soraya Telles       | Alejandra Ramos           | Miriam Achote       |
| 1995                      | Manaus                    | Marta Orellana      | Célia dos Santos          | Clara Morales       |
| 1997                      | Mar del Plata             | Janeth Caizalitín   | Niusha Mancilla           | Célia dos Santos    |
| 1999                      | Bogotá                    | Bertha Sánchez      | Fabiana Cristine da Silva | Célia dos Santos    |
| 2001                      | Manaus                    | Letitia Vriesde     | Célia dos Santos          | Andréa da Silva     |
| 2003                      | Barquisimeto              | Juliana de Azevedo  | Niusha Mancilla           | Ana Cláudia Coimbra |
| 2005                      | Cali                      | Rosibel García      | María Peralta             | Valeria Rodríguez   |
| 2006                      | Tunja                     | Juliana de Azevedo  | Ana Joaquina Rondón       | Muriel Coneo        |
| 2007                      | São Paulo                 | Rosibel García      | Marian Burnett            | Zenaide Vieira      |
| 2009                      | Lima                      | Rosibel García      | Muriel Coneo              | Rosa Godoy          |
| 2011                      | Buenos Aires              | Rosibel García      | Tatiele de Carvalho       | Sandra Amarillo     |
| 2013                      | Cartagena                 | Rosibel García      | Muriel Coneo              | Andrea Ferris       |
| 2015                      | Lima                      | Muriel Coneo        | Flávia de Lima            | María Pía Fernández |
| 2017                      | Luque                     | Muriel Coneo        | Rosibel García            | Zulema Arenas       |
| 2019                      | Lima                      | María Pía Fernández | Mariana Borelli           | July da Silva       |
| 2021                      | Guayaquil                 | Joselyn Brea        | María Pía Fernández       | Mariana Borelli     |
| 2023                      | São Paulo                 | Fedra Luna          | July da Silva             | María Pía Fernández |
| 2025                      | Mar del Plata             | Micaela Levaggi     | María Pía Fernández       | July da Silva       |

### 5000 m
| Südamerikameisterschaften | Südamerikameisterschaften | Gold                      | Silber              | Bronze                |
| ------------------------- | ------------------------- | ------------------------- | ------------------- | --------------------- |
| 1995                      | Manaus                    | Marlene Flores            | Esneda Londoño      | Bertha Sánchez        |
| 1997                      | Mar del Plata             | Stella Castro             | Érika Olivera       | Elisa Cobanea         |
| 1999                      | Bogotá                    | Stella Castro             | Bertha Sánchez      | Érika Olivera         |
| 2001                      | Manaus                    | Maria Rodrigues           | Selma dos Reis      | María Paredes         |
| 2003                      | Barquisimeto              | Maria Rodrigues           | Érika Olivera       | Lucélia Peres         |
| 2005                      | Cali                      | Bertha Sánchez            | Lucélia Peres       | Nadir Sabino Siqueira |
| 2006                      | Tunja                     | Bertha Sánchez            | Ana Joaquina Rondón | Rosa Apaza            |
| 2007                      | São Paulo                 | Ednalva Laureano da Silva | Lucélia Peres       | Bertha Sánchez        |
| 2009                      | Lima                      | Inés Melchor              | Sueli Silva         | Rosa Alba Chacha      |
| 2011                      | Buenos Aires              | Fabiana Cristine da Silva | Rosa Godoy          | Cruz Nonata da Silva  |
| 2013                      | Cartagena                 | Carolina Tabares          | Gladys Tejeda       | Wilma Arizapana       |
| 2015                      | Lima                      | María Pastuña             | Tatiele de Carvalho | Carolina Tabares      |
| 2017                      | Luque                     | Muriel Coneo              | Belén Casetta       | Ángela Figueroa       |
| 2019                      | Lima                      | Florencia Borelli         | Carolina Tabares    | Luz Mery Rojas        |
| 2021                      | Guayaquil                 | Edymar Brea               | Florencia Borelli   | Joselyn Brea          |
| 2023                      | São Paulo                 | Fedra Luna                | Thalía Valdivia     | Muriel Coneo          |
| 2025                      | Mar del Plata             | Sheyla Eulogio            | Edymar Brea         | Daiana Ocampo         |

### 10.000 m
| Südamerikameisterschaften | Südamerikameisterschaften | Gold                  | Silber               | Bronze               |
| ------------------------- | ------------------------- | --------------------- | -------------------- | -------------------- |
| 1985                      | Santiago de Chile         | Mónica Regonesi       | Carmem de Oliveira   | Margot Vargas        |
| 1987                      | São Paulo                 | Angélica de Almeida   | Mónica Regonesi      | Martha Tenorio       |
| 1989                      | Medellín                  | Carmem de Oliveira    | Sandra Ruales        | Yolanda Quimbita     |
| 1991                      | Manaus                    | Carmem de Oliveira    | Solange de Souza     | Sandra Ruales        |
| 1993                      | Lima                      | Carmem de Oliveira    | Marilú Salazar       | Martha Tenorio       |
| 1995                      | Manaus                    | Carmem de Oliveira    | Marlene Flores       | Esneda Londoño       |
| 1997                      | Mar del Plata             | Stella Castro         | Érika Olivera        | Mónica Cervera       |
| 1999                      | Bogotá                    | Stella Castro         | Érika Olivera        | Sonia Calizaya       |
| 2001                      | Manaus                    | Maria Rodrigues       | Rosa Apaza           | Adriana de Souza     |
| 2003                      | Barquisimeto              | Ednalva da Silva      | Érika Olivera        | Luz Eliana Silva     |
| 2005                      | Cali                      | Bertha Sánchez        | Lucélia Peres        | Ruby Riativa         |
| 2006                      | Tunja                     | Bertha Sánchez        | Ednalva da Silva     | Rosa Apaza           |
| 2007                      | São Paulo                 | Lucélia Peres         | Inés Melchor         | Bertha Sánchez       |
| 2009                      | Lima                      | Inés Melchor          | Cruz Nonata da Silva | Sueli Silva          |
| 2011                      | Buenos Aires              | Simone Alves da Silva | Rosa Godoy           | Cruz Nonata da Silva |
| 2013                      | Cartagena                 | Cruz Nonata da Silva  | Carolina Tabares     | Diana Landi          |
| 2015                      | Lima                      | Inés Melchor          | María Pastuña        | Wilma Arizapana      |
| 2017                      | Luque                     | Carmen Martínez       | Clara Canchanya      | Jovana de la Cruz    |
| 2019                      | Lima                      | Carolina Tabares      | Tatiele de Carvalho  | Muriel Coneo         |
| 2021                      | Guayaquil                 | Edymar Brea           | Silvia Ortiz         | Jhoselyn Camargo     |
| 2023                      | São Paulo                 | Luz Mery Rojas        | Thalía Valdivia      | Daiana Ocampo        |
| 2025                      | Mar del Plata             | Núbia Silva           | Florencia Borelli    | Edymar Brea          |

### 100 m Hürden
| Südamerikameisterschaften | Südamerikameisterschaften | Gold                | Silber                | Bronze                   |
| ------------------------- | ------------------------- | ------------------- | --------------------- | ------------------------ |
| 1971                      | Lima                      | Emilia Dyrzka       | Liliana Cragno        | Valdea Chagas            |
| 1974                      | Santiago de Chile         | Edith Noeding       | Elisabeth Nunes       | Maria Luisa Betioli      |
| 1975                      | Rio de Janeiro            | Maria Luisa Betioli | Emilia Dyrzka         | Viviane Nouailhetas      |
| 1977                      | Montevideo                | Edith Noeding       | Themis Zambrzycki     | Maria Luisa Betioli      |
| 1979                      | Bucaramanga               | Yvonne Neddermann   | Olga Verissimo        | Beatriz Capotosto        |
| 1981                      | La Paz                    | Juraciara da Silva  | Nancy Vallecilla      | Beatriz Capotosto        |
| 1983                      | Santa Fe                  | Beatriz Capotosto   | Juraciara da Silva    | Orlane dos Santos        |
| 1985                      | Santiago de Chile         | Beatriz Capotosto   | Susana Jenkins        | Juraciara da Silva       |
| 1987                      | São Paulo                 | Carmen Bezanilla    | Carolina Gutiérrez    | Alejandra Martínez       |
| 1989                      | Medellín                  | Juraciara da Silva  | Ana María Comaschi    | Arlene Phillips          |
| 1991                      | Manaus                    | Carmen Bezanilla    | Arlene Phillips       | Anabella von Kesselstatt |
| 1993                      | Lima                      | Vânia dos Santos    | Vânia da Silva        | Anabella von Kesselstatt |
| 1995                      | Manaus                    | Carmen Bezanilla    | Verónica Depaoli      | Vânia da Silva           |
| 1997                      | Mar del Plata             | Verónica Depaoli    | Maurren Higa Maggi    | Vânia da Silva           |
| 1999                      | Bogotá                    | Maurren Higa Maggi  | Verónica Depaoli      | Princesa Oliveros        |
| 2001                      | Manaus                    | Maurren Higa Maggi  | Maíla Machado         | Sandrine Legenort        |
| 2003                      | Barquisimeto              | Gilvaneide Parrela  | Maíla Machado         | Princesa Oliveros        |
| 2005                      | Cali                      | Maíla Machado       | Princesa Oliveros     | Brigitte Merlano         |
| 2006                      | Tunja                     | Maíla Machado       | Francisca Guzmán      | Gilveneide de Oliveira   |
| 2007                      | São Paulo                 | Brigitte Merlano    | Gilvaneide Parrela    | Lucimara da Silva        |
| 2009                      | Lima                      | Brigitte Merlano    | Soledad Donzino       | Fabiana Morães           |
| 2011                      | Buenos Aires              | Brigitte Merlano    | Maíla Machado         | Lina Flórez              |
| 2013                      | Cartagena                 | Lina Flórez         | Brigitte Merlano      | Fabiana Morães           |
| 2015                      | Lima                      | Yvette Lewis        | Brigitte Merlano      | Adelly Santos            |
| 2017                      | Luque                     | Fabiana Moraes      | Génesis Romero        | Melissa González         |
| 2019                      | Lima                      | Génesis Romero      | Eliecith Palacios     | Adelly Santos            |
| 2021                      | Guayaquil                 | Ketiley Batista     | Diana Bazalar         | Jenea McCammon           |
| 2023                      | São Paulo                 | Caroline Tomaz      | Micaela de Mello      | María Ignacia Eguiguren  |
| 2025                      | Mar del Plata             | Ketiley Batista     | María Alejandra Rocha | Vitória Alves            |

### 400 m Hürden
| Südamerikameisterschaften | Südamerikameisterschaften | Gold                     | Silber                  | Bronze              |
| ------------------------- | ------------------------- | ------------------------ | ----------------------- | ------------------- |
| 1981                      | La Paz                    | Conceição Geremias       | Nancy Vallecilla        | Maria Ferreira      |
| 1983                      | Santa Fe                  | Conceição Geremias       | Margit Weise            | Annabella del Lago  |
| 1985                      | Santiago de Chile         | Maria do Carmo Fialho    | Cornelia Holzinger      | Claudia Oxman       |
| 1987                      | São Paulo                 | Liliana Chalá            | Maria do Carmo Fialho   | Margit Weise        |
| 1989                      | Medellín                  | Liliana Chalá            | Maribelsy Peña          | Joana Caetano       |
| 1991                      | Manaus                    | Liliana Chalá            | Maribelsy Peña          | Arlene Phillips     |
| 1993                      | Lima                      | Anabella von Kesselstatt | Jupira da Graça         | Tatiana Espinosa    |
| 1995                      | Manaus                    | Ximena Restrepo          | Marise da Silva         | Flor Robledo        |
| 1997                      | Mar del Plata             | Verónica Depaoli         | Maria dos Santos        | Marise da Silva     |
| 1999                      | Bogotá                    | Ana Paula Pereira        | Luciana França          | Princesa Oliveros   |
| 2001                      | Manaus                    | Isabel Silva             | Princesa Oliveros       | Luciana França      |
| 2003                      | Barquisimeto              | Lucimar Teodoro          | Raquel da Costa         | Princesa Oliveros   |
| 2005                      | Cali                      | Perla dos Santos         | Lucimar Teodoro         | Lucy Jaramillo      |
| 2006                      | Tunja                     | Lucimar Teodoro          | Perla dos Santos        | Lucy Jaramillo      |
| 2007                      | São Paulo                 | Lucimar Teodoro          | Luciana França          | Lucy Jaramillo      |
| 2009                      | Lima                      | Madelene Rondón          | Lucy Jaramillo          | Princesa Oliveros   |
| 2011                      | Buenos Aires              | Jaílma de Lima           | Princesa Oliveros       | Déborah Rodríguez   |
| 2013                      | Cartagena                 | Liliane Fernandes        | Déborah Rodríguez       | Fernanda Tavares    |
| 2015                      | Lima                      | Déborah Rodríguez        | Magdalena Mendoza       | Liliane Fernandes   |
| 2017                      | Luque                     | Gianna Woodruff          | Melissa González        | Fiorella Chiappe    |
| 2019                      | Lima                      | Melissa González         | Gianna Woodruff         | Fiorella Chiappe    |
| 2021                      | Guayaquil                 | Melissa González         | Valeria Cabezas         | Chayenne da Silva   |
| 2023                      | São Paulo                 | Chayenne da Silva        | Bianca Amaro dos Santos | Valeria Cabezas     |
| 2025                      | Mar del Plata             | Gianna Woodruff          | María Alejandra Rocha   | Camille de Oliveira |

### 3000 m Hindernis
| Südamerikameisterschaften | Südamerikameisterschaften | Gold             | Silber                 | Bronze            |
| ------------------------- | ------------------------- | ---------------- | ---------------------- | ----------------- |
| 2001                      | Manaus                    | Michelle Costa   | Claudia Camargo        | Magda Azevedo     |
| 2003                      | Barquisimeto              | Mónica Amboya    | Silvia Paredes         | Patrícia Lobo     |
| 2005                      | Cali                      | Patrícia Lobo    | Mónica Amboya          | Yolanda Caballero |
| 2006                      | Tunja                     | Bertha Sánchez   | Zenaide Vieira         | Michelle Costa    |
| 2007                      | São Paulo                 | Zenaide Vieira   | Ángela Figueroa        | Michelle Costa    |
| 2009                      | Lima                      | Sabine Heitling  | Ángela Figueroa        | Rosa Godoy        |
| 2011                      | Buenos Aires              | Ángela Figueroa  | Eliane Luanda da Silva | Jovana de la Cruz |
| 2013                      | Cartagena                 | Erika Lima       | Rolanda Bell           | Muriel Coneo      |
| 2015                      | Lima                      | Muriel Coneo     | Tatiane da Silva       | Belén Casetta     |
| 2017                      | Luque                     | Belén Casetta    | Zulema Arenas          | Tatiane da Silva  |
| 2019                      | Lima                      | Tatiane da Silva | Belén Casetta          | Simone Ferraz     |
| 2021                      | Guayaquil                 | Tatiane da Silva | Simone Ferraz          | Belén Casetta     |
| 2023                      | São Paulo                 | Tatiane da Silva | Simone Ferraz          | Clara Baiocchi    |
| 2025                      | Mar del Plata             | Tatiane da Silva | Micaela Levaggi        | Mirelle Leite     |

### 4 × 100 m Staffel
| Südamerikameisterschaften | Südamerikameisterschaften | Gold                                                                                                  | Silber                                                                                                | Bronze                                                                                         |
| ------------------------- | ------------------------- | --- | --- | ---------------------------------------------------------------------------------------------- |
| 1939                      | Lima                      | ArgentinienElsa Irigoyen Olga Tassi Lelia Spuhr Julia Druskus                                         | ChileRaquel Martínez Ilse Karlsruher María Boecke Lily Warch                                          | PeruIvonne Abdala Julia Yáñez Zoila Garces Flor Benvenuto                                      |
| 1941                      | Buenos Aires              | ArgentinienElsa Irigoyen Noëmi Simonetto de Portela Olga Tassi Lelia Spuhr                            | ChileLily Warch Elena Martinelli Betty Morales Ilse Barends                                           | BrasilienCrista Jane Giese Elizabeth Müller Ursula Hennel Ursula Kraus                         |
| 1943                      | Santiago de Chile         | ArgentinienIlse Hammerl Noëmi Simonetto de Portela Elsa Irigoyen María Malvicini                      | ChileIlse Barends Betty Morales Edith Klempau Beatriz Kretschmer                                      | BolivienJulia Iriarte Luz Azcarraga Carmela Rosa Soto Gisela Brumm                             |
| 1945                      | Montevideo                | ArgentinienOldemia Bargiela Camila Gómez Elsa Irigoyen Noëmi Simonetto de Portela                     | ChileInes Kriwizan Annegret Weller Betty Morales Beatriz Kretschmer                                   | BrasilienErica Renner Stella Ardinghi Lisete Regina Elizabeth Müller                           |
| 1947                      | Rio de Janeiro            | ArgentinienAlicia Gómez María Spuhr Nelida Cajide Noëmi Simonetto de Portela                          | BrasilienStella Ardinghi Melânia Luz Lucila Pini Helena de Menezes                                    | ChileLucy Lake Norma Díaz Adriana Millard Annegret Weller                                      |
| 1949                      | Lima                      | BrasilienMelânia Luz Elizabeth Müller Lucila Pini Benedicta de Oliveira                               | ChileAdriana Millard Annegret Weller Eliana Gaete Teresa Venegas                                      | ArgentinienLilia Menéndez Nelida Cajide Irma Lavaglia Teresa Carvajal                          |
| 1952                      | Buenos Aires              | ArgentinienLilián Heinz Lilián Buglia Gladys Erbetta Ana María Fontán                                 | BrasilienLucila Pini Helene Menezes Deyse de Castro Benedicta de Oliveira                             | ChileBeatriz Kretschmer Adriana Millard Norma Díaz Aurora Bianchi                              |
| 1954                      | São Paulo                 | ChileAurora Bianchi Elda Selame Eliana Gaete Beatriz Kretschmer                                       | BrasilienBenedicta de Oliveira Elizabeth Müller Melânia Luz Deyse de Castro                           |                                                                                                |
| 1956                      | Santiago de Chile         | ArgentinienGladys Erbetta Lilián Buglia Edith Berg Olga Bianchi                                       | ChileMarlene Hyslop Eliana Gaete Carmen Venegas Patricia Rodoni                                       | BrasilienWanda dos Santos Maria Jose de Lima Marlene Porto Hannelore Poetscher                 |
| 1958                      | Montevideo                | BrasilienWanda dos Santos Erica da Silva Melânia Luz Marlene Porto                                    | ChileKatte Harzenett Teresa Venegas Nancy Correa Marta Gatica                                         | ArgentinienDolores Bonacassi Miriam Cabanillas Lucía Fantino Marta González                    |
| 1961                      | Lima                      | BrasilienWanda dos Santos Maria Caldeira Laurette Godoy Erica da Silva                                | ArgentinienEdith Berg Marta Buongiorno Alicia Kaufmanas Ada Brener                                    | ChileAurora Bianchi Marisol Massot Doris Peter Nancy Correa                                    |
| 1963                      | Cali                      | BrasilienEdir Ribeiro Ines Pimenta Leda dos Santos Erica da Silva                                     | ArgentinienMargarita Formeiro Marta Buongiorno Emilia Dyrzka Susana Ritchie                           | KolumbienGloria Aguirre Ana Alvarado Smirna Paz Amparo Ramos                                   |
| 1965                      | Rio de Janeiro            | BrasilienEdir Ribeiro Gloria Ferraz Leda dos Santos Erica da Silva                                    | ArgentinienAlicia Kaufmanas Emilia Dyrzka Ada Brener Marta Buongiorno                                 | ChileCarlota Ulloa María Ducci Marisol Massot Nelly Arduz Orellana                             |
| 1967                      | Buenos Aires              | BrasilienMaria Cipriano Aída dos Santos Silvina Pereira Irenice Rodrigues                             | UruguayJosefa Vicent Raquel Amaro Alicia Gogluska Dinorah González                                    | ArgentinienAlicia Masuccio Graciela Pinto Alicia Kaufmanas Liliana Cragno                      |
| 1969                      | Quito                     | BrasilienAída dos Santos Silvina Pereira Gloria Ferraz Elisabeth Nunes                                | ArgentinienLiliana Cragno Cristina Filgueira Alicia Kaufmanas Alicia Masuccio                         | ChileGloria González Silvia Kinzel Aurora Sáez Sara Montecinos                                 |
| 1971                      | Lima                      | ArgentinienLiliana Cragno Angela Godoy Beatriz Allocco Irene Fitzner                                  | PeruCarmela Bolivár Edith Noeding María Luisa Vilca María Morante                                     | UruguayAna María Desivici Josefa Vicent Alicia Gogluska Mirtha Fleitas                         |
| 1974                      | Santiago de Chile         | BrasilienConceição Geremias Elisabeth Nunes Geralda Maria de Souza Ivette Barbosa                     | PeruCarmela Bolivár Edith Noeding Magaly Zumaeta Simone Krauthausen                                   | VenezuelaElsa Antúnez Trinidad Castillo Alix Castillo Doris Rivas                              |
| 1975                      | Rio de Janeiro            | ArgentinienBelkis Fava Angela Godoy Liliana Cragno Beatriz Allocco                                    | BrasilienPacifico Elisabeth Nunes Maria Amorim Silvina Pereira                                        | Peru? Beatriz Pacheco Simone Krauthausen Carmela Bolivár                                       |
| 1977                      | Montevideo                | ArgentinienAraceli Bruschini Susana Perizzotti Beatriz Capotosto Beatriz Allocco                      | ChileFlavia Villar Carla Herencia Veronika Kinzer Pía Ábalos                                          | BrasilienMaria Levien Sueli Ferreira Conceição Geremias Barbara do Nascimento                  |
| 1979                      | Bucaramanga               | ArgentinienBelkis Fava Marisol Besada Yvonne Neddermann Beatriz Allocco                               | BrasilienEsmeralda de Jesus Garcia Sheila de Oliveira Olga Maria Verissimo Maria Teresa Soares        | VenezuelaAdriana Marchena Glennis Báez Yaneris Guerra Elsa Antúnez                             |
| 1981                      | La Paz                    | BrasilienConceição Geremias Sueli Ferreira Sheila de Oliveira Juraciara da Silva                      | PeruCarmela Bolivár Brigitte Winter María Bustios Rocío Roca                                          | ArgentinienBeatriz Capotosto Araceli Bruschini Marisol Besada Susana Jenkins                   |
| 1983                      | Santa Fe                  | BrasilienEsmeralda de Jesus Garcia Sheila de Oliveira Juraciara da Silva Elba Barbosa                 | UruguayClaudia Acerenza Graciela Acosta Margarita Grun Andrea Sassi                                   |                                                                                                |
| 1985                      | Santiago de Chile         | ChileDaisy Salas Flavia Villar Michelle Camino Patricia Pérez                                         | BrasilienInês Antónia Ribeiro Juraciara da Silva Claudileia dos Santos Barbara Nascimento             | ArgentinienJulia Schuth Graciela Palaćn Susana Jenkins Beatriz Capotosto                       |
| 1987                      | São Paulo                 | ArgentinienMilagros Allende Olga Conte Laura de Falco Deborah Bell                                    | BrasilienJupira da Graça Inês Antónia Ribeiro Roberta Aparecida Correia Iara de Souza                 | UruguayClaudia Acerenza Margarita Martirena Soledad Acerenza Rosanna Biasco                    |
| 1989                      | Medellín                  | BrasilienCleide Amaral Jupira da Graca Claudileia dos Santos Rosemarie de Sousa                       | KolumbienRosa Segovia Alejandra Quiñones Amparo Caicedo Norfalia Carabalí                             | UruguayClaudia Acerenza Margarita Martirena Soledad Acerenza Inés Justet                       |
| 1991                      | Manaus                    | BrasilienAraújo Gomes Berenice Ferreira Cleide Amaral Eliane de Sousa                                 | KolumbienXimena Restrepo Alejandra Quiñones Manuela Mena Ángela Mancilla                              | ArgentinienDaniela Lebreo Olga Conte Virginia Lebreo Denise Sharpe                             |
| 1993                      | Lima                      | BrasilienCleide Amaral Jupira da Graca Kátia Regina Santos Vânia dos Santos                           | ArgentinienVirginia Lebreo Olga Conte Daniela Lebreo Anabella Von Kesselstatt                         | ChileLisette Rondón Alejandra Martínez Sara Montecinos Judith de la Fuente                     |
| 1995                      | Manaus                    | BrasilienCleide Amaral Lucimar Aparecida de Moura Kátia Regina Santos Vânia dos Santos                | KolumbienMirtha Brock Zandra Borrero Flor Robledo Helena Guerrero                                     | ChileCarmen Bezanilla Lisette Rondón Hannelore Grosser Marcela Barros                          |
| 1997                      | Mar del Plata             | KolumbienMirtha Brock Norfalia Carabalí Felipa Palacios Zandra Borrero                                | BrasilienMaria Magnólia Figueiredo Lucimar Aparecida de Moura Claudete Alves Pina Kátia Regina Santos | ArgentinienDaniela Lebreo Verónica Depaoli Vanesa Wohlgemuth Olga Conte                        |
| 1999                      | Bogotá                    | KolumbienMirtha Brock Felipa Palacios Patricia Rodríguez Norfalia Carabalí                            | EcuadorMartha González Maritza Valencia Zulay Nazareno Ondina Rodríguez                               |                                                                                                |
| 2001                      | Manaus                    | BrasilienLucimar Aparecida de Moura Rosemar Coelho Neto Kátia Regina Santos Thatiana Regina Ignâcio   | KolumbienNorma González Digna Luz Murillo Princesa Oliveros Felipa Palacios                           | VenezuelaJennifer Arveláez Sandrine Legenort Yusmely García Wilmary Álvarez                    |
| 2003                      | Barquisimeto              | BrasilienRenata Vilela Sampaio Lucimar Aparecida de Moura Rosemar Coelho Neto Thatiana Regina Ignâcio | KolumbienMirtha Brock Luz Celia Ararat Melisa Murillo Digna Luz Murillo                               | ChileDaniela Riderelli María José Echeverría Daniela Pávez María Izabel Coloma                 |
| 2005                      | Cali                      | KolumbienMelisa Murillo Felipa Palacios Darlenys Obregón Norma González                               | BrasilienLuciana dos Santos Lucimar Aparecida de Moura Raquel da Costa Thatiana Regina Ignâcio        | ChileMaría José Echeverría Daniela Riderelli María Fernanda Mackenna Nicole Manríquez          |
| 2006                      | Tunja                     | BrasilienMaíla Machado Lucimar Aparecida de Moura Rosemar Coelho Neto Vanda Gomes                     | KolumbienShirley Aragón María Alejandra Idrobo Darlenys Obregón Yomara Hinestroza                     | EcuadorÉrika Chávez Lucy Jaramillo Mayra Pachito Victoria Quiñonez                             |
| 2007                      | São Paulo                 | BrasilienThaíssa Presti Luciana dos Santos Lucimar Aparecida de Moura Thatiana Regina Ignâcio         | KolumbienFelipa Palacios Brigitte Merlano Mirtha Brock Yomara Hinestroza                              | ChileDaniela Pávez María Carolina Díaz María Fernanda Mackenna Daniela Riderelli               |
| 2009                      | Lima                      | KolumbienFelipa Palacios María Alejandra Idrobo Darlenys Obregón Norma González                       | BrasilienRosemar Coelho Neto Lucimar Aparecida de Moura Thaíssa Presti Jaílma de Lima                 | EcuadorLorena Mina Karina Caicedo Liliana Núñez Érika Chávez                                   |
| 2011                      | Buenos Aires              | KolumbienEliecith Palacios María Alejandra Idrobo Yomara Hinestroza Norma González                    | BrasilienRosemar Coelho Neto Vanda Gomes Ana Cláudia Silva Franciela Krasucki                         | ChileMaría Carolina Díaz María Fernanda Mackenna Isidora Jiménez Daniela Pávez                 |
| 2013                      | Cartagena                 | BrasilienAna Cláudia Silva Franciela Krasucki Jaílma de Lima Evelyn dos Santos                        | KolumbienEliecith Palacios María Alejandra Idrobo Lina Flórez Yomara Hinestroza                       | VenezuelaLexabeth Hidalgo Nercely Soto Génesis Romero Nelsibeth Villalobos                     |
| 2015                      | Lima                      | VenezuelaLexabeth Hidalgo Magdalena Mendoza Nediam Vargas Nercely Soto                                | BrasilienVanusa dos Santos Bruna Farias Vitória Cristina Rosa Adelly Santos                           | ChileJosefina Gutiérrez Isidora Jiménez María Fernanda Mackenna Paula Goñi                     |
| 2017                      | Luque                     | BrasilienFranciela Krasucki Ana Cláudia Silva Vitória Cristina Rosa Rosângela Santos                  | KolumbienMaderleis Alcazar Jennifer Padilla Darlenys Obregón Eliecith Palacios                        | EcuadorYuliana Angulo Marizol Landázuri Romina Cifuentes Ángela Tenorio                        |
| 2019                      | Lima                      | BrasilienAnny de Bassi Ana Azevedo Bruna Farias Andressa Fidelis                                      | KolumbienMelissa González Jennifer Padilla Eliana Chávez Eliecith Palacios                            | ArgentinienMaría Florencia Lamboglia Noelia Martínez Valentina Sánchez María Victoria Woodward |
| 2021                      | Guayaquil                 | BrasilienVida Caetano Ana Cláudia Silva Ana Azevedo Micaela de Mello                                  | KolumbienValeria Cabezas Shary Vallecilla Gregoria Gómez Natalia Linares                              | EcuadorGinger Quintero Katherine Chillambo Nicole Caicedo Marizol Landázuri                    |
| 2023                      | São Paulo                 | BrasilienAna Azevedo Vitória Cristina Rosa Bárbara Leôncio Rosângela Santos                           | KolumbienEvelyn Rivera Angélica Gamboa Shary Vallecilla Melany Bolaño                                 | ChileViviana Olivares Isidora Jiménez Anaís Hernández Javiera Cañas                            |
| 2025                      | Mar del Plata             | BrasilienGabriela Mourão Daniele Campigotto Lorraine Martins Vanessa Sena                             | EcuadorMina Nazareno Anahí Suárez Nicole Caicedo Nicole Chalá                                         | ArgentinienBelén Fritzsche María Florencia Lamboglia Valentina Napolitano Guillermina Cossio   |

### 4 × 400 m Staffel
| Südamerikameisterschaften | Südamerikameisterschaften | Gold                                                                                  | Silber                                                                                  | Bronze                                                                                |
| ------------------------- | ------------------------- | ------------------------------------------------------------------------------------- | --------------------------------------------------------------------------------------- | ------------------------------------------------------------------------------------- |
| 1974                      | Santiago de Chile         | BrasilienValdea Chagas Ivette Barbosa Conceição Geremias Rosângela Verissimo          | ChileVictoria Roa Oriana Salas Aurora Saenz Carmen Oyé                                  | VenezuelaAdriana Marchena Elsa Antúnez Julia González Ana Rojas                       |
| 1975                      | Rio de Janeiro            | BrasilienMaria da Silva Rosângela Verissimo Valdea Chagas Miriam da Silva             | ArgentinienAngela Godoy Rita Femia Adriana Britos Graciela Ghelfi                       | Uruguay? Josefa Vicent Laura Oyhantocabal Margarita Grun                              |
| 1977                      | Montevideo                | BrasilienTânia Miranda Sueli Machado Joyce Felipe dos Santos Inoilde Cruz             | ArgentinienGraciela Escalada Beatriz Allocco Marcela López Silvia Augsburger            | VenezuelaAdriana Marchena Elsa Antúnez Yaneth Carvajal Lourdes Nicola                 |
| 1979                      | Bucaramanga               | BrasilienConceição Geremias Tânia Miranda Joyce Felipe dos Santos Maria Teresa Soares | ChileAlejandra Ramos Carla Herencia María Eugenia Guzmán Nancy González                 | KolumbienÁngela Mancilla Miriam Rojas Maŕia Ocoro Luz Villa                           |
| 1981                      | La Paz                    | BrasilienTânia Miranda Elba Barbosa Maria do Carmo Fialho Sueli Ferreira              | ArgentinienSilvia Augsburger Yvonne Neddermann Marcela López Anabella Dal Lago          | ChileNancy González Leslie Cooper Graciela Mardones Patricia Pérez                    |
| 1983                      | Santa Fe                  | BrasilienMaria do Carmo Fialho Margit Weise Elba Barbosa Jucilene Garces              | ChileAlejandra Ramos Cecilia Rodríguez Graciela Mardones Paola Raab                     | ArgentinienMarcela López Amalia Mirta Linietzky María Elena Croatto Andrea Fuchs      |
| 1985                      | Santiago de Chile         | BrasilienSoraya Telles Elba Barbosa Cornelia Holzinguer Maria do Carmo Fialho         | UruguayClaudia Acerenza Margarita Grun Soledad Acerenza María Mosegui                   | ChileAlejandra Ramos Flavia Villar Ismenia Guzman Ximena Carvajal                     |
| 1987                      | São Paulo                 | BrasilienMaria do Carmo Fialho Suzete Montalvão Soraya Telles Eliane de Sousa         | ArgentinienViviana Cortes Olga Conte Milagros Allende Laura de Falco                    | ChileCarmen Bezanilla Graciela Mardones Ismenia Guzmán Claudia Hoelzel                |
| 1989                      | Medellín                  | KolumbienRosa Segovia Alejandra Quiñones Maribelcy Peña Norfalia Carabalí             | BrasilienMaria do Carmo Fialho Jupira da Graça Claudete Pina Rosângela de Souza         | UruguayClaudia Acerenza Margarita Martirena Soledad Acerenza Inés Justet              |
| 1991                      | Manaus                    | BrasilienMaria Magnólia Figueiredo Jucilene Garcez Janice Vera Cruz Luciana Mendes    | KolumbienXimena Restrepo María Quiñones Maribelcy Peña Ángela Quiñones                  | UruguayInés Justet Soledad Acerenza Laura Abel Claudia Acerenza                       |
| 1993                      | Lima                      | BrasilienMaria Magnólia Figueiredo Jupira da Graça Luciana Mendes Soraya Telles       | ArgentinienVirginia Lebreo Olga Conte Daniela Lebreo Anabella Von Kesselstatt           | ChileLisette Rondón Sara Montecinos Hannelore Grosser Marcela Barros                  |
| 1995                      | Manaus                    | KolumbienMirtha Brock Flor Robledo Patricia Rodríguez Ximena Restrepo                 | ChileMarcela Barros Hannelore Grosser Carmen Bezanilla Ismenia Guzmán                   | ArgentinienMariela Andrade Veronica Depaoli Sandra Izquierdo Marta Orellana           |
| 1997                      | Mar del Plata             | KolumbienMirtha Brock Norfalia Carabalí Felipa Palacios Janeth Lucumi                 | BrasilienMaria Magnólia Figueiredo Luciana Mendes Claudete Alves Pina Fatima dos Santos | ArgentinienDaniela Lebreo Marina Arias Veronica Depaoli Olga Conte                    |
| 1999                      | Bogotá                    | KolumbienPatricia Rodríguez Norma González Mirtha Brock Norfalia Carabalí             | BrasilienAna Paula Pereira Lorena de Oliveira Luciana Mendes Luciana França             | EcuadorMartiza Valencia Zulay Nazareno Mercy Colorado Ondina Rodríguez                |
| 2001                      | Manaus                    | BrasilienMaria Laura Almirão Maria Magnólia Figueiredo Lucimar Teodoro Luciana Mendes | KolumbienFelipa Palacios Norma González Rosibel García Princesa Oliveros                | VenezuelaWilmary Álvarez Eliana Pacheco Yusmely García Jenny Mejías                   |
| 2003                      | Barquisimeto              | BrasilienMaria Laura Almirão Josiane Tito Lucimar Teodoro Geisa Aparecida Coutinho    | VenezuelaWilmary Álvarez Ángela Alfonso Yusmelis García Eliana Pacheco                  | KolumbienLuz Celia Ararat Princesa Oliveros Mirtha Brock Rosibel García               |
| 2005                      | Cali                      | BrasilienAmanda Dias Geisa Aparecida Coutinho Maria Laura Almirão Lucimar Teodoro     | KolumbienMaría Alejandra Idrobo Rosibel García Felipa Palacios Norma González           | ChileMaría José Echeverría Daniela Riderelli María Fernanda Mackenna Nicole Manríquez |
| 2006                      | Tunja                     | BrasilienLucimar Teodoro Perla Regina dos Santos Sheila Ferreira Juliana de Azevedo   | KolumbienMuriel Coneo Princesa Oliveros Shirley Aragón María Alejandra Idrobo           | EcuadorÉrika Chávez Lucy Jaramillo Diana Armas Karina Caicedo                         |
| 2007                      | São Paulo                 | BrasilienLucimar Teodoro Maria Laura Almirão Sheila Ferreira Josiane Tito             | KolumbienFelipa Palacios Rosibel García Mirtha Brock María Alejandra Idrobo             | ChileDaniela Riderelli Daniela Pavez Carolina Díaz María Fernanda Mackenna            |
| 2009                      | Lima                      | BrasilienGeisa Aparecida Coutinho Sheila Ferreira Jaílma de Lima Emmily Pinheiro      | KolumbienKelly López Alejandra Idrovo Jennifer Padilla Norma González                   | EcuadorKarina Caicedo Érika Chávez María Corozo Lucy Jaramillo                        |
| 2011                      | Buenos Aires              | BrasilienGeisa Aparecida Coutinho Aline dos Santos Joelma Sousa Jaílma de Lima        | KolumbienMaría Alejandra Idrobo Evelis Aguilar Princesa Oliveros Jennifer Padilla       | ChileJaviera Errazuriz Isidora Jiménez Paula Goni María Fernanda Mackenna             |
| 2013                      | Cartagena                 | BrasilienJoelma Sousa Evelyn dos Santos Liliane Parrela Jaílma de Lima                | KolumbienJennifer Padilla Lina Flórez Rosibel García Yaneth Largacha                    | EcuadorÉrika Chávez Celene Cevallos Yadira Méndez Nicol Minota                        |
| 2015                      | Lima                      | BrasilienVanusa dos Santos Liliane Parrela Joelma Sousa Jaílma de Lima                | VenezuelaNercely Soto Magdalena Mendoza Maryury Valdez Ydanis Navas                     | ChilePaula Goñi Carmen Mansilla Javiera Errázuriz María Fernanda Mackenna             |
| 2017                      | Luque                     | BrasilienJaílma de Lima Jéssica da Silva Jéssica dos Santos Geisa Aparecida Coutinho  | KolumbienEliana Chávez Rosangélica Escobar Astrid Balanta Jennifer Padilla              | ChileMartina Weil Carmen Mansilla María Fernanda Mackenna María José Echeverría       |
| 2019                      | Lima                      | KolumbienLina Licona Melissa González Eliana Chávez Jennifer Padilla                  | BrasilienAna Azevedo Marlene Santos Alessandra Silva Tiffani Marinho                    | ArgentinienMaría Diogo Fiorella Chiappe Valeria Barón Noelia Martínez                 |
| 2021                      | Guayaquil                 | KolumbienAngie Palacios Rosangélica Escobar Melissa González Evelis Aguilar           | ChileStephanie Saavedra María José Echeverría María Fernanda Mackenna Martina Weil      | BrasilienTábata de Carvalho Flávia de Lima Maria de Sena Chayenne da Silva            |
| 2023                      | São Paulo                 | KolumbienLina Licona Valeria Cabezas Jennifer Padilla Evelis Aguilar                  | BrasilienJainy Barreto Júlia Aparecida Rocha Daysiellen Dias Tiffani Marinho            | ChilePoulette Cardoch Berdine Castillo Anaís Hernández Martina Weil                   |
| 2025                      | Mar del Plata             | KolumbienNahomy Castro Lina Licona Paola Loboa Evelis Aguilar                         | BrasilienAnny de Bassi Tiffani Marinho Jainy Barreto Letícia Lima                       | ChileStephanie Saavedra Antonia Ramírez Violeta Arnaiz Martina Weil                   |

### Hochsprung
| Südamerikameisterschaften | Südamerikameisterschaften | Gold                               | Silber                             | Bronze                                                         |
| ------------------------- | ------------------------- | ---------------------------------- | ---------------------------------- | -------------------------------------------------------------- |
| 1939                      | Lima                      | Ilse Barends                       | Gabriela Sprenger                  | Lelia Spuhr                                                    |
| 1941                      | Buenos Aires              | Lelia Spuhr                        | Ilse Barends                       | Crista Jane Giese Instrud Kastdorff Noëmi Simonetto de Portela |
| 1943                      | Santiago de Chile         | Ilse Barends                       | Edith Klempau                      | Noëmi Simonetto de Portela                                     |
| 1945                      | Montevideo                | Ilse Barends                       | Noëmi Simonetto de Portela         | Elizabeth Müller                                               |
| 1947                      | Rio de Janeiro            | Ilse Barends                       | Noëmi Simonetto de Portela         | Alice Willhöft                                                 |
| 1949                      | Lima                      | Elizabeth Müller                   | Lelia Spuhr                        | Hilda Lassen                                                   |
| 1952                      | Buenos Aires              | Elizabeth Müller                   | Deyse de Castro                    | María Cañas                                                    |
| 1954                      | São Paulo                 | Delia Díaz                         | Elizabeth Müller                   | Deyse de Castro                                                |
| 1956                      | Santiago de Chile         | Nelly Gómez                        | Elizabeth Müller                   | María Cañas Cleide Eloy                                        |
| 1958                      | Montevideo                | Renata Friedrichs                  | Deyse de Castro                    | Cleide Eloy                                                    |
| 1961                      | Lima                      | Aída dos Santos                    | Nelly Gómez                        | Maria José de Lima                                             |
| 1963                      | Cali                      | Maria da Conceição                 | Aída dos Santos                    | Irenice Rodrigues                                              |
| 1965                      | Rio de Janeiro            | Maria da Conceição                 | Aída dos Santos                    | Irenice Rodrigues                                              |
| 1967                      | Buenos Aires              | Maria da Conceição                 | Aída dos Santos                    | Patricia Miranda                                               |
| 1969                      | Quito                     | Maria da Conceição                 | Aída dos Santos                    | Patricia Montero Ana Udini                                     |
| 1971                      | Lima                      | Jurema da Silva                    | Maria da Conceição                 | Ana María Estrada                                              |
| 1974                      | Santiago de Chile         | Maria Luísa Betioli                | Edith Noeding                      | Beatriz Bonfim                                                 |
| 1975                      | Rio de Janeiro            | Maria Luísa Betioli                | Jurema da Silva                    | Rosemarie Boeck                                                |
| 1977                      | Montevideo                | Maria Luísa Betioli                | Beatriz Bonfim                     | Beatriz Arancibia                                              |
| 1979                      | Bucaramanga               | Ana Maria Marcón                   | Liliana Arigoni                    | Beatriz Bonfim                                                 |
| 1981                      | La Paz                    | Ana Maria Marcón                   | Beatriz Bonfim                     | Liliana Arigoni                                                |
| 1983                      | Santa Fe                  | Orlane dos Santos                  | Conceição Geremias                 | Liliana Arigoni Carmen Garib                                   |
| 1985                      | Santiago de Chile         | Ana Maria Marcón                   | Carmen Garib                       | Conceição Geremias                                             |
| 1987                      | São Paulo                 | Orlane dos Santos                  | Liliana Lohmann                    | Gloria Garib                                                   |
| 1989                      | Medellín                  | Orlane dos Santos                  | Mônica Lun kilometreoss            | Janeth Lagoyete                                                |
| 1991                      | Manaus                    | Orlane dos Santos                  | Mônica Lun kilometreoss            | Leonor Carter                                                  |
| 1993                      | Lima                      | Orlane dos Santos                  | Alejandra García                   | Alejandra Chomalí                                              |
| 1995                      | Manaus                    | Orlane dos Santos                  | Luciane Dambacher                  | Mariela Andrade                                                |
| 1997                      | Mar del Plata             | Solange Witteveen                  | Delfina Blaquier Orlane dos Santos |                                                                |
| 1999                      | Bogotá                    | Luciane Dambacher                  | Glaucia da Silva                   | Caterine Ibargüen                                              |
| 2001                      | Manaus                    | Luciane Dambacher Thais de Andrade |                                    |                                                                |
| 2003                      | Barquisimeto              | Luciane Dambacher                  | Yetzálida Pérez                    | Claudia Casals                                                 |
| 2005                      | Cali                      | Caterine Ibargüen                  | Solange Witteveen                  | Eliana Renata da Silva Marielys Rojas                          |
| 2006                      | Tunja                     | Caterine Ibargüen                  | Solange Witteveen                  | Eliana Renata da Silva                                         |
| 2007                      | São Paulo                 | Caterine Ibargüen                  | Solange Witteveen                  | Marielys Rojas                                                 |
| 2009                      | Lima                      | Caterine Ibargüen                  | Solange Witteveen                  | Mônica de Freitas                                              |
| 2011                      | Buenos Aires              | Marielys Rojas                     | Betsabé Páez                       | Aline Fernanda Santos                                          |
| 2013                      | Cartagena                 | Mônica de Freitas                  | Anyi García                        | Kashany Ríos Aline Fernanda Santos                             |
| 2015                      | Lima                      | Ana Paula de Oliveira              | Candy Toche                        | Betsabé Páez                                                   |
| 2017                      | Luque                     | María Fernanda Murillo             | Lorena Aires                       | Julia dos Santos                                               |
| 2019                      | Lima                      | María Fernanda Murillo             | Valdiléia Martins                  | Betsabé Páez Monique Vermeling                                 |
| 2021                      | Guayaquil                 | Jennifer Rodríguez                 | Valdiléia Martins                  | Joyce Micolta                                                  |
| 2023                      | São Paulo                 | Valdiléia Martins                  | María Isabel Arboleda              | Jennifer Rodríguez                                             |
| 2025                      | Mar del Plata             | Hellen Tenorio                     | Arielly Monteiro                   | Valdiléia Martins                                              |

### Stabhochsprung
| Südamerikameisterschaften | Südamerikameisterschaften | Gold             | Silber               | Bronze                         |
| ------------------------- | ------------------------- | ---------------- | -------------------- | ------------------------------ |
| 1995                      | Manaus                    | Alejandra García | Conceição Geremias   | Patrícia de Oliveira           |
| 1997                      | Mar del Plata             | Déborah Gyurcsek | Alejandra García     | Mariela Laurora                |
| 1999                      | Bogotá                    | Alejandra García | Déborah Gyurcsek     | Fabiana Murer                  |
| 2001                      | Manaus                    | Alejandra García | Alina Alló           | María Paz Ausín Karen da Silva |
| 2003                      | Barquisimeto              | Alejandra García | Carolina Torres      | Milena Agudelo                 |
| 2005                      | Cali                      | Joana Costa      | Fabiana Murer        | Milena Agudelo                 |
| 2006                      | Tunja                     | Fabiana Murer    | Carolina Torres      | Alejandra García               |
| 2007                      | São Paulo                 | Fabiana Murer    | Alejandra García     | Joana Costa                    |
| 2009                      | Lima                      | Fabiana Murer    | Carolina Torres      | Alejandra García               |
| 2011                      | Buenos Aires              | Fabiana Murer    | Karla da Silva       | Milena Agudelo                 |
| 2013                      | Cartagena                 | Karla da Silva   | Valeria Chiaraviglio | Milena Agudelo                 |
| 2015                      | Lima                      | Robeilys Peinado | Valeria Chiaraviglio | Karla da Silva                 |
| 2017                      | Luque                     | Robeilys Peinado | Joana Costa          | Valeria Chiaraviglio           |
| 2019                      | Lima                      | Robeilys Peinado | Stefany Castillo     | Juliana Campos                 |
| 2021                      | Guayaquil                 | Stefany Castillo | Isabel de Quadros    | Alejandra Arévalo              |
| 2023                      | São Paulo                 | Juliana Campos   | Robeilys Peinado     | Stefany Castillo               |
| 2025                      | Mar del Plata             | Juliana Campos   | Isabel de Quadros    | Aldana Garibaldi               |

### Weitsprung
| Südamerikameisterschaften | Südamerikameisterschaften | Gold                       | Silber              | Bronze                     |
| ------------------------- | ------------------------- | -------------------------- | ------------------- | -------------------------- |
| 1939                      | Lima                      | Raquel Martínez            | Olga Tassi          | Zoila Garcés               |
| 1941                      | Buenos Aires              | Instrud Kastdorff          | Ilse Barends        | Noëmi Simonetto de Portela |
| 1943                      | Santiago de Chile         | Noëmi Simonetto de Portela | Ilse Barends        | Lily Warch                 |
| 1945                      | Montevideo                | Noëmi Simonetto de Portela | Elizabeth Müller    | Lucy Lake                  |
| 1947                      | Rio de Janeiro            | Noëmi Simonetto de Portela | Wanda dos Santos    | Eliana Gaete               |
| 1949                      | Lima                      | Wanda dos Santos           | Adriana Millard     | Hilda Yamasaki             |
| 1952                      | Buenos Aires              | Gladys Erbetta             | Adriana Millard     | Wanda dos Santos           |
| 1954                      | São Paulo                 | Lisa Peters                | Deyse de Castro     | Wanda dos Santos           |
| 1956                      | Santiago de Chile         | Gladys Erbetta             | Ada Brener          | Olga Bianchi               |
| 1958                      | Montevideo                | Iris dos Santos            | Wanda dos Santos    | Marta González             |
| 1961                      | Lima                      | Wanda dos Santos           | Ada Brener          | Alicia Kaufmanas           |
| 1963                      | Cali                      | Mabel Farina               | Iris dos Santos     | Gisela Vidal               |
| 1965                      | Rio de Janeiro            | Carlota Ulloa              | Alicia Kaufmanas    | Edir Ribeiro               |
| 1967                      | Buenos Aires              | Irenice Rodrigues          | Alicia Kaufmanas    | Dinorah González           |
| 1969                      | Quito                     | Silvina Pereira            | Alicia Kaufmanas    | Ana Akiko Omote            |
| 1971                      | Lima                      | Silvia Kinzel              | Ana María Desivici  | Edith Noeding              |
| 1974                      | Santiago de Chile         | Elisabeth Nunes            | Marlene Nascimento  | Yvonne Neddermann          |
| 1975                      | Rio de Janeiro            | Silvina Pereira            | Jurema da Silva     | Rosemarie Boeck            |
| 1977                      | Montevideo                | Yvonne Neddermann          | Themis Zambrzycki   | Conceição Geremias         |
| 1979                      | Bucaramanga               | Themis Zambrzycki          | Conceição Geremias  | Yvonne Neddermann          |
| 1981                      | La Paz                    | Conceição Geremias         | Araceli Bruschini   | Graciela Acosta            |
| 1983                      | Santa Fe                  | Esmeralda de Jesus Garcia  | Adriana Ruffin      | Orlane dos Santos          |
| 1985                      | Santiago de Chile         | Conceição Geremias         | Silvia Murialdo     | Graciela Acosta            |
| 1987                      | São Paulo                 | Rita Slompo                | Ana Martina Vizioli | Orlane dos Santos          |
| 1989                      | Medellín                  | Rita Slompo                | Maria de Jesus      | Ana María Comaschi         |
| 1991                      | Manaus                    | Rita Slompo                | Luciana dos Santos  | Ingrid Meilicke            |
| 1993                      | Lima                      | Andrea Ávila               | Maria de Souza      | Gilda Massa                |
| 1995                      | Manaus                    | Andrea Ávila               | Luciana dos Santos  | Helena Guerrero            |
| 1997                      | Mar del Plata             | Maurren Higa Maggi         | Andrea Ávila        | Mónica Falcioni            |
| 1999                      | Bogotá                    | Maurren Higa Maggi         | Luciana dos Santos  | Gilda Massa                |
| 2001                      | Manaus                    | Maurren Higa Maggi         | Luciana dos Santos  | Helena Guerrero            |
| 2003                      | Barquisimeto              | Keila Costa                | Caterine Ibargüen   | Mónica Falcioni            |
| 2005                      | Cali                      | Luciana dos Santos         | Keila Costa         | Caterine Ibargüen          |
| 2006                      | Tunja                     | Maurren Higa Maggi         | Caterine Ibargüen   | Fernanda Gonçalves         |
| 2007                      | São Paulo                 | Maurren Higa Maggi         | Keila Costa         | Caterine Ibargüen          |
| 2009                      | Lima                      | Keila Costa                | Andrea Morales      | Verónica Davis             |
| 2011                      | Buenos Aires              | Maurren Higa Maggi         | Keila Costa         | Caterine Ibargüen          |
| 2013                      | Cartagena                 | Macarena Reyes             | Keila Costa         | Jéssica dos Reis           |
| 2015                      | Lima                      | Paola Mautino              | Tânia da Silva      | Yuliana Angulo             |
| 2017                      | Luque                     | Eliane Martins             | Macarena Reyes      | Jhoanmy Luque              |
| 2019                      | Lima                      | Eliane Martins             | Keila Costa         | Macarena Reyes             |
| 2021                      | Guayaquil                 | Letícia Melo               | Eliane Martins      | Natalie Aranda             |
| 2023                      | São Paulo                 | Eliane Martins             | Lissandra Campos    | Yuliana Angulo             |
| 2025                      | Mar del Plata             | Natalia Linares            | Lissandra Campos    | Yuliana Angulo             |

### Dreisprung
| Südamerikameisterschaften | Südamerikameisterschaften | Gold                | Silber                    | Bronze              |
| ------------------------- | ------------------------- | ------------------- | ------------------------- | ------------------- |
| 1993                      | Lima                      | Andrea Ávila        | Maria de Souza            | Conceição Geremias  |
| 1995                      | Manaus                    | Andrea Ávila        | Luciana dos Santos        | Milly Figueroa      |
| 1997                      | Mar del Plata             | Andrea Ávila        | Maria de Souza            | Luciana dos Santos  |
| 1999                      | Bogotá                    | Luciana dos Santos  | Mónica Falcioni           | Andrea Ávila        |
| 2001                      | Manaus                    | Keila Costa         | Luciana dos Santos        | Mónica Falcioni     |
| 2003                      | Barquisimeto              | Keila Costa         | Luciana dos Santos        | Caterine Ibargüen   |
| 2005                      | Cali                      | Gisele de Oliveiras | Keila Costa               | Caterine Ibargüen   |
| 2006                      | Tunja                     | Tânia da Silva      | Caterine Ibargüen         | Fabrícia da Silva   |
| 2007                      | São Paulo                 | Keila Costa         | Fernanda Procópio Delfino | Jennifer Arveláez   |
| 2009                      | Lima                      | Caterine Ibargüen   | Verónica Davis            | Tânia da Silva      |
| 2011                      | Buenos Aires              | Caterine Ibargüen   | Keila Costa               | Gisele de Oliveira  |
| 2013                      | Cartagena                 | Keila Costa         | Yosiris Urrutia           | Giselly Landázury   |
| 2015                      | Lima                      | Yulimar Rojas       | Tânia da Silva            | Giselly Landázury   |
| 2017                      | Luque                     | Núbia Soares        | Yulimar Rojas             | Yosiris Urrutia     |
| 2019                      | Lima                      | Yosiris Urrutia     | Liuba Zaldívar            | Gabriele dos Santos |
| 2021                      | Guayaquil                 | Keila Costa         | Liuba Zaldívar            | Gabriele dos Santos |
| 2023                      | São Paulo                 | Gabriele dos Santos | Estrella Lobo             | Adriana Chila       |
| 2025                      | Mar del Plata             | Gabriele dos Santos | Regiclécia Cândido        | Natricia Hooper     |

### Kugelstoßen
| Südamerikameisterschaften | Südamerikameisterschaften | Gold                 | Silber               | Bronze               |
| ------------------------- | ------------------------- | -------------------- | -------------------- | -------------------- |
| 1939                      | Lima                      | Ruth Caro            | Edith Klempau        | Kate Fastner         |
| 1941                      | Buenos Aires              | Ingeborg Mello       | Edith Klempau        | Julia Iriarte        |
| 1943                      | Santiago de Chile         | Edith Klempau        | Ingeborg Mello       | Lore Zippelius       |
| 1945                      | Montevideo                | Elizabeth Müller     | Edith Klempau        | Lore Zippelius       |
| 1947                      | Rio de Janeiro            | Ingeborg Mello       | Edith Klempau        | Elma Klempau         |
| 1949                      | Lima                      | Ingeborg Mello       | Elizabeth Müller     | Haydeé Valet         |
| 1952                      | Buenos Aires              | Ingeborg Mello       | Ingeborg Pfüller     | Ilse Gerdau          |
| 1954                      | São Paulo                 | Elizabeth Müller     | Pradelia Delgado     | Vera Trezoitko       |
| 1956                      | Santiago de Chile         | Eliana Bahamondes    | Pradelia Delgado     | Elizabeth Müller     |
| 1958                      | Montevideo                | Isabel Avellán       | Eliana Bahamondes    | Vera Trezoitko       |
| 1961                      | Lima                      | Ingeborg Pfüller     | Vera Trezoitko       | Pradelia Delgado     |
| 1963                      | Cali                      | Ingeborg Pfüller     | Vera Trezoitko       | Maria da Conceição   |
| 1965                      | Rio de Janeiro            | Norma Suárez         | Miriam Yutronic      | Eliana Bahamondes    |
| 1967                      | Buenos Aires              | Rosa Molina          | Norma Suárez         | Neide Gomes          |
| 1969                      | Quito                     | Rosa Molina          | Neide Gomes          | Maria Boso           |
| 1971                      | Lima                      | Rosa Molina          | Maria Boso           | Delia Vera           |
| 1974                      | Santiago de Chile         | Rosa Molina          | Maria Boso           | Miriam Yutronic      |
| 1975                      | Rio de Janeiro            | Maria Boso           | Rosa Molina          | Verônika Brunner     |
| 1977                      | Montevideo                | Maria Boso           | Lorena Prado         | Marinalva dos Santos |
| 1979                      | Bucaramanga               | Magdalena Gómez      | Themis Zambrzycki    | Maria Boso           |
| 1981                      | La Paz                    | Marinalva dos Santos | Maria Fernandes      | Patricia Guerrero    |
| 1983                      | Santa Fe                  | Maria Fernandes      | Marinalva dos Santos | Jazmín Cirio         |
| 1985                      | Santiago de Chile         | Maria Fernandes      | Jazmín Cirio         | Marinalva dos Santos |
| 1987                      | São Paulo                 | Maria Fernandes      | Berenice da Silva    | Eliane de Campos     |
| 1989                      | Medellín                  | Marinalva dos Santos | Alexandra Amaro      | Virginia Salomón     |
| 1991                      | Manaus                    | María Isabel Urrutia | Elisângela Adriano   | Alexandra Amaro      |
| 1993                      | Lima                      | Elisângela Adriano   | María Isabel Urrutia | Carmen Chalá         |
| 1995                      | Manaus                    | Elisângela Adriano   | María Isabel Urrutia | Alexandra Amaro      |
| 1997                      | Mar del Plata             | Elisângela Adriano   | Alexandra Amaro      | Silvana Filippi      |
| 1999                      | Bogotá                    | Elisângela Adriano   | Alexandra Amaro      | Marianne Berndt      |
| 2001                      | Manaus                    | Elisângela Adriano   | Andréa Pereira       | Marianne Berndt      |
| 2003                      | Barquisimeto              | Elisângela Adriano   | Luz Dary Castro      | Marianne Berndt      |
| 2005                      | Cali                      | Andréa Pereira       | Luz Dary Castro      | Rosario Ramos        |
| 2006                      | Tunja                     | Elisângela Adriano   | Andréa Pereira       | Luz Dary Castro      |
| 2007                      | São Paulo                 | Elisângela Adriano   | Luz Dary Castro      | Natalia Duco         |
| 2009                      | Lima                      | Natalia Duco         | Elisângela Adriano   | Andréa Pereira       |
| 2011                      | Buenos Aires              | Natalia Duco         | Elisângela Adriano   | Ángela Rivas         |
| 2013                      | Cartagena                 | Geisa Arcanjo        | Sandra Lemos         | Ahymará Espinoza     |
| 2015                      | Lima                      | Geisa Arcanjo        | Natalia Duco         | Ahymará Espinoza     |
| 2017                      | Luque                     | Geisa Arcanjo        | Sandra Lemos         | Lívia Avancini       |
| 2019                      | Lima                      | Ahymará Espinoza     | Geisa Arcanjo        | Ángela Rivas         |
| 2021                      | Guayaquil                 | Lívia Avancini       | Ahymará Espinoza     | Ivana Gallardo       |
| 2023                      | São Paulo                 | Ivana Gallardo       | Lívia Avancini       | Natalia Duco         |
| 2025                      | Mar del Plata             | Ivana Gallardo       | Ahymará Espinoza     | Ana Caroline Silva   |